# Itaju (ort)
Itaju är en ort i Brasilien.   Den ligger i kommunen Itaju och delstaten São Paulo, i den södra delen av landet, 700 km söder om huvudstaden Brasília. Itaju ligger 494 meter över havet och antalet invånare är 3 263.
Terrängen runt Itaju är platt. Närmaste större samhälle är Bariri, 12,3 km sydost om Itaju.
Omgivningarna runt Itaju är en mosaik av jordbruksmark och naturlig växtlighet. Runt Itaju är det ganska tätbefolkat, med 67 invånare per kvadratkilometer.